# Доната Віштартайте
Доната Віштартайте (лит. Donata Vištartaitė, нар. 11 червня 1989, Шилале, Литва) — литовська веслувальниця, бронзова призерка Олімпійських ігор 2016 року, чемпіонка світу та Європи.

## Виступи на Олімпіадах
| Олімпіада   | Дисципліна   | Місце |
| ----------- | ------------ | ----- |
| Лондон 2012 | одиночки     | 8     |
| Ріо 2016    | парні двійки | 3     |
| Токіо 2020  | парні двійки | 4     |
| Париж 2024  | парні двійки | 13    |

## Зовнішні посилання
- Профіль [Архівовано 7 січня 2021 у Wayback Machine.] на сайті worldrowing.